# P.A. Semi
P. A. Semi（原名“Palo Alto Semiconductor”）是一家总部位于美國加利福尼亚州圣克拉拉市的無廠半導體公司。

## 历史
2003年由丹尼爾·W·多伯普爾创建。
公司拥有一支150人的工程师团队。2008年4月，蘋果公司以2.78亿美元的价格收购了P. A. Semi，以增强自身的芯片设计能力。